# Новинци
Новинци (словен. Novinci) су насељено место у општини Свети Андраж в Словенских Горицах, Подравска регија, Словенија.

## Историја
До територијалне реорганизације у Словенији били су у саставу старе општине Птуј.

## Становништво
У попису становништва из 2011. године, Новинци су имали 206 становника.
| Број становника према пописима | Број становника према пописима | Број становника према пописима |
| ------------------------------ | ------------------------------ | ------------------------------ |
| 1991                           | 2002                           | 2011                           |
| 198                            | 189                            | 206                            |

Напомена: Године 1974. настала спајањем насеља Андренци, Смолинци и Жупетинци, која су укинута.